# Brodziec plamisty
Brodziec plamisty (Actitis macularius) – gatunek małego ptaka wędrownego z podrodziny brodźców w rodzinie bekasowatych (Scolopacidae). Zamieszkuje Amerykę. Sporadycznie zalatuje do Polski. Nie jest zagrożony wyginięciem.

## Systematyka
Gatunek ten po raz pierwszy zgodnie z zasadami nazewnictwa binominalnego opisał w 1766 roku Karol Linneusz w 12. edycji Systema Naturae. Autor nadał gatunkowi nazwę Tringa macularia. Podał, że występuje w Europie i Ameryce Północnej; później miejsce typowe uściślono na Pensylwanię, gdyż taką lokalizację podał George Edwards, o którego publikację Linneusz oparł swój opis (Edwards opisał brodźca plamistego w 1760 roku pod angielską nazwą The Spotted Tringa, a do opisu dołączył tablicę barwną). Obecnie gatunek umieszczany jest w rodzaju Actitis.
Dawniej brodziec plamisty bywał łączony w jeden gatunek z brodźcem piskliwym (A. hypoleucos). Jest gatunkiem monotypowym. Niektórzy autorzy wyróżniali dwa podgatunki, rava w zachodniej części zasięgu i nominatywny we wschodniej, ale różnice między nimi są minimalne.

## Występowanie
Zamieszkuje Amerykę Północną od Arktyki po południe USA. Zimuje na zachodnich wybrzeżach oraz na południu USA, w Meksyku, Ameryce Centralnej, na Karaibach i w Ameryce Południowej (po środkowe Chile i północną Argentynę). Przez większość zim występuje także na Galapagos. Sporadycznie pojawia się w Europie (w tym w Polsce – 6 stwierdzeń, ostatnie w 2021), na Syberii i na azjatyckim wybrzeżu Pacyfiku oraz na Marianach.

## Morfologia
WyglądW szacie godowej wierzch ciała obu płci oliwkowobrązowy, spód biały z dość dużymi czarnymi plamami. Bez plam jedynie podogonie i dolna część brzucha. Nogi cieliste, dziób krótki, ciemny z żółtą nasadą. Samica nieco większa od samca, ma większe czarne plamy, które pokrywają brzuch do poziomu niższego niż u samca. W szacie spoczynkowej czarne plamy zanikają.
Wymiary średniedługość ciała 18–20 cm
rozpiętość skrzydeł 37–40 cm
masa ciała 19–75,5 g

## Ekologia i zachowanie

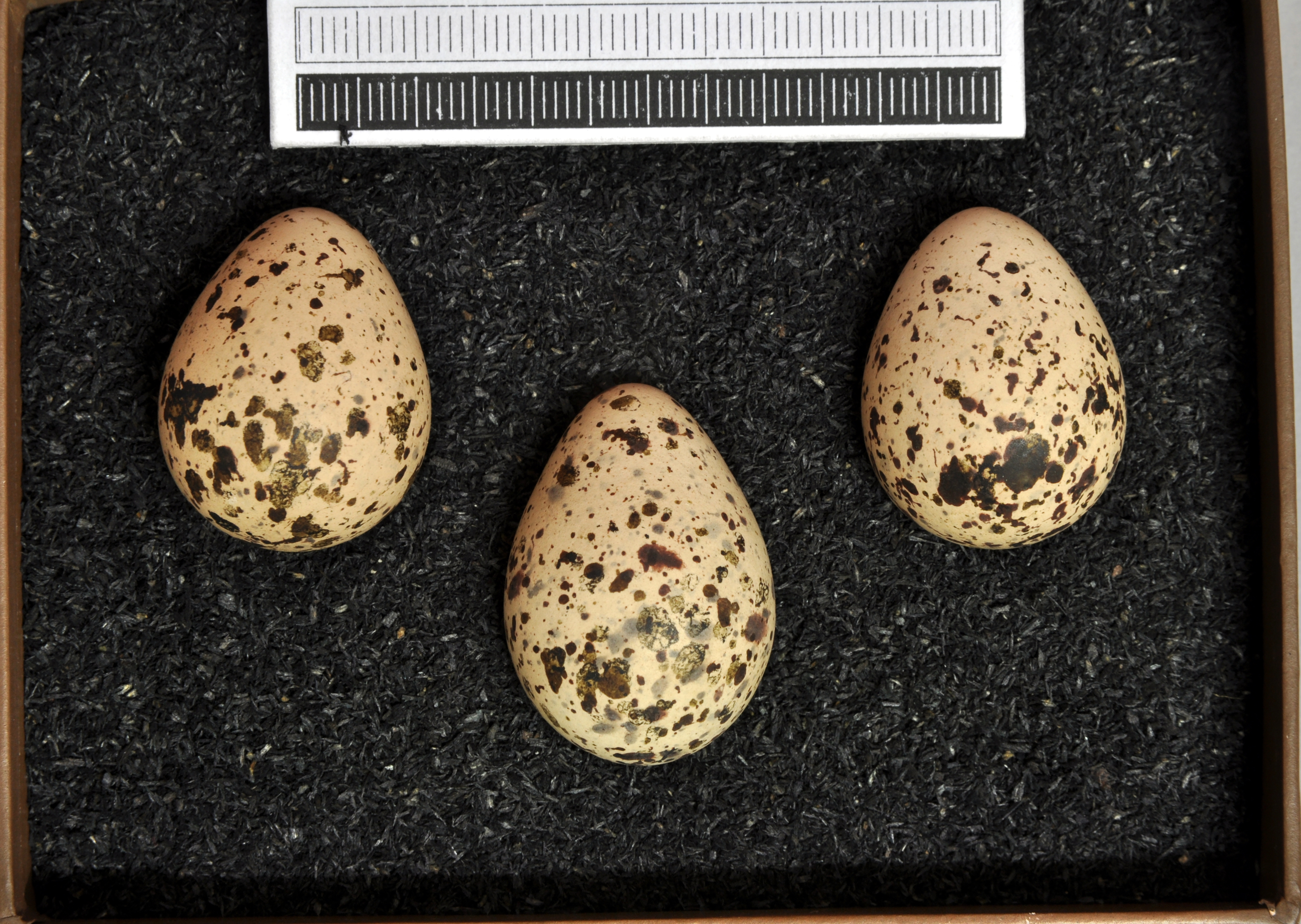
Jaja z kolekcji muzealnej

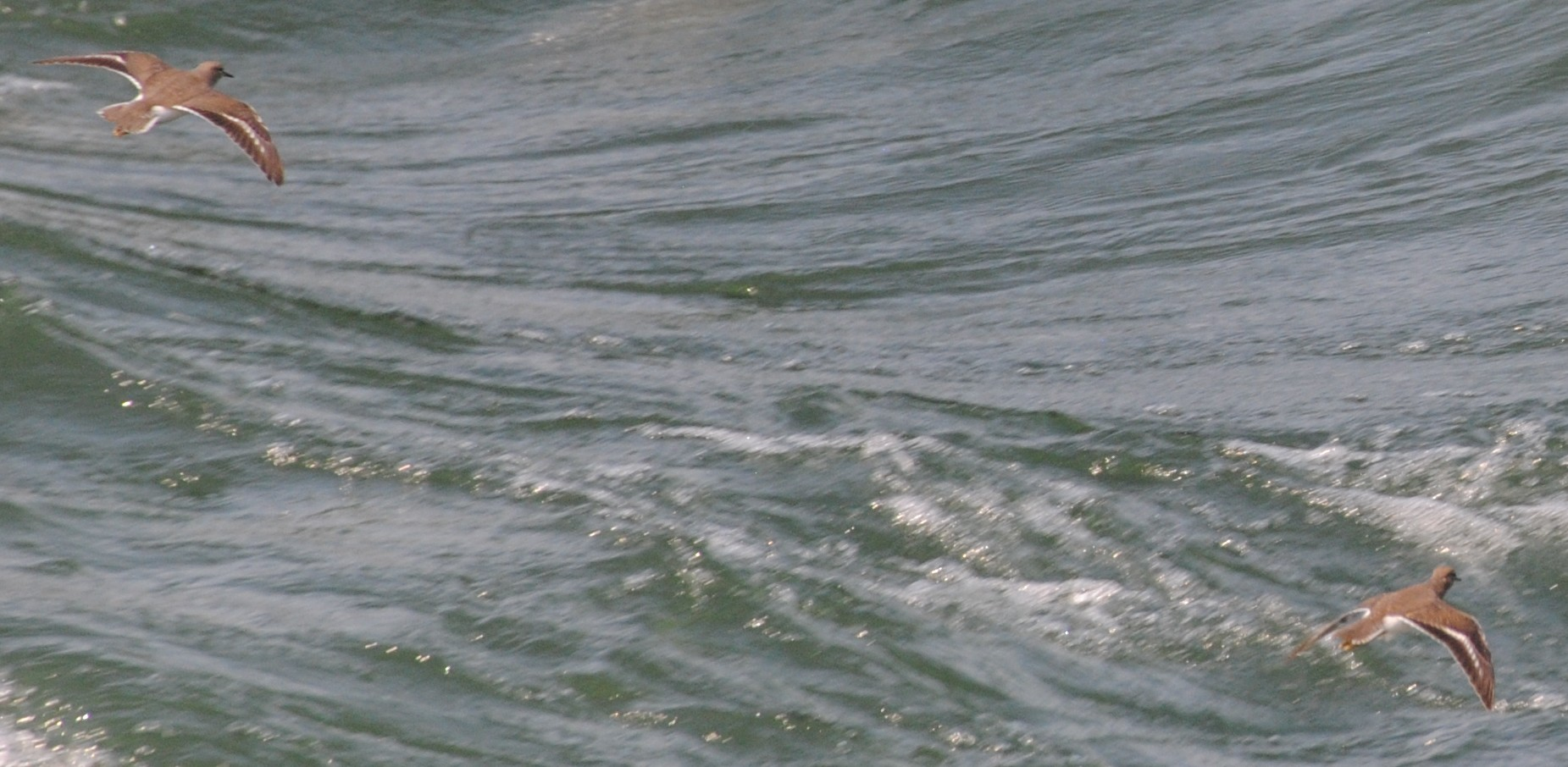
Brodźce plamiste w locie

BiotopBrzegi zbiorników wodnych z brzegami o niezbyt gęstej roślinności.
GniazdoNa ziemi, pod osłoną roślin.
JajaW ciągu roku wyprowadza do 5 lęgów, składając w maju–sierpniu 3–4 jaja.
WysiadywanieJaja wysiadywane są przez okres 19–22 dni przez obydwoje rodziców, jednak z większym udziałem samca. Pisklęta usamodzielniają się po około 4 tygodniach. Brodziec plamisty jest gatunkiem poliandrycznym. Podczas wychowywania młodych samica może kopulować z innym samcem, a następnie z nim podjąć wysiadywanie jaj, podczas gdy poprzedni lęg pozostaje pod opieką ojca. W ten sposób samica może w ciągu sezonu znieść jaja zapłodnione przez 4 różnych samców.
PożywienieBezkręgowce i drobne kręgowce.

## Status i ochrona
Międzynarodowa Unia Ochrony Przyrody (IUCN) uznaje brodźca plamistego za gatunek najmniejszej troski (LC – Least Concern) nieprzerwanie od 1988 roku. W 2023 roku organizacja Partners in Flight szacowała liczebność populacji lęgowej na około 660 tysięcy osobników. Trend liczebności populacji jest prawdopodobnie stabilny.
W Polsce jest objęty ścisłą ochroną gatunkową.